# Таврійська ТЕС
Таврійська ТЕС — теплова електростанція в Криму, споруджена під час анексії півострова Росією. На етапі спорудження була відома як Сімферопольська ТЕС.
У 2018—2019 роках на майданчику станції ввели в експлуатацію два парогазові енергоблоки комбінованого циклу номінальною потужністю по 235 МВт, у кожному з яких газова турбіна Siemens потужністю 166 МВт живить через котел-утилізатор компанії «ЗИОМАР» (Подольський котельний завод) одну парову турбіну від концерну «Силові машини» з показником 80 МВт. Паливна ефективність ТЕС становить 51 %.
Можливо відзначити, що Siemens виправдовував поставку високотехнологічного турбогенераторного обладнання у порушення введених після анексії Криму санкцій тим, що за укладеною угодою воно призначалось для ТЕС Ударная, яку мали звести на Таманському півострові.
Як паливо ТЕС використовує природний газ, постачений по трубопроводу Краснодарський край – Крим.
Для станції обрали технологічну схему з використанням повітряного («сухого») охолодження.
Видача продукції відбувається по ЛЕП, розрахованим на роботу під напругою 330 кВ та 110 кВ.